# 伊達村年
伊達村年（日语：／ Date Muratoshi，1705年2月9日—1735年7月18日）為日本江戶時代伊予國宇和島藩的第4代藩主。父親為第3代藩主伊達宗贇（村年為三男），母為中里氏。正室為仙台藩伊達吉村的女兒富子。官位從四位下、遠江守。
幼名伊勢松、伊織，初名伊達宗貞、貞清。1710年4月2日被指名為世子後，隔年就因父親去世而繼任藩主。
1728年至1731年間藩內發生水災，1732年則發生蟲害，嚴重歉收而造成的大饑荒不斷持續，藩內財政問題相當嚴重。村年發布了節約命令，並任用有能力的人才等藩政改革。
1735年7月18日，村年在參勤交代後歸國的途中於播磨國加古川以31歲之齡去世，生前推行的改革也因此失敗，藩主之位由長男伊達村候繼承。

## 系譜
- 正室：富子（伊達吉村之女） 
  - 伊達村候
  - 女（柳澤信鴻室）
  - 青木一貫（青木一新養子）
  - 伊達某
  - 女
- 側室：某氏 
  - 女
- 側室：松川氏 
  - 女
  - 伊達德風（又名島内德風、島内氏。歌人）